# حسين البرغوثي
حسين جميل البرغوثي (5 مايو 1954-1 مايو 2002) هو شاعر ومفكر فلسطيني.

## سيرته
ولد حسين البرغوثي في قرية كوبر شمال غرب مدينة رام الله عام 1954، ودرس العلوم السياسية واقتصاديات الدولة في جامعة بودابست للتكنولوجيا والاقتصاد في المجر، كما حصل على بكالوريوس في الأدب الإنجليزي من جامعة بيرزيت في 1983، وعمل معيدًا لمدة عام في الجامعة نفسه، ثم درجتي الماجستير والدكتوراه في الأدب المقارن بين عامي 1985-1992 من جامعة واشنطن في سياتل.
عمل أستاذًا للفلسفة والدراسات الثقافية في جامعة بيرزيت حتى عام 1997 وأستاذًا للنقد الأدبي والمسرح في جامعة القدس حتى عام 2000. وفي أثناء هذه الفترة كان عضوًا مؤسسًا لـ«بيت الشعر الفلسطيني»، وعضوًا في الهيئة الإدارية لاتحاد الكتاب الفلسطينيين، ورئيسًا لتحرير مجلة «أوغاريت»، ومديرًا لتحرير مجلة «الشعراء» حتى رحيله في عام 2002 مريضًا بالسرطان.
صدر له ما يزيد عن ستة عشر عمل توزعت بين الشعر والرواية والسيرة والنقد والكتابة الفلكلورية إضافة إلى العشرات من الأبحاث والدراسات الفكرية والنقدية والنقدية بعدة لغات وفي العديد من الكتب والمجلات والصحف، منها: «الضوء الأزرق»، و«سأكون بين اللوز»،  و«الضفة الثالثة لنهر الأردن» (رواية)، و«سقوط الجدار السابع: الصراع النفسي في الأدب»، و«الفراغ الذي رأى التفاصيل»، و«ما قالته الغجرية».
وفي سياق آخر، وضع البرغوثي سيناريوهات لأربعة أفلام سينمائية، وكتَبَ نحو سبعة مسرحيات لفرق محلية وعالمية، إضافة إلى كتابة العديد من الأغاني لفرق موسيقية مختلفة، منها فرقة "صابرين" و"الرحالة" و"سنابل" و"إحياء بلدنا".
أُنجزت العديد من الأفلام التسجيلية والأعمال المسرحية التي رصدت تجربة الشاعر حسين البرغوثي، إضافة إلى نشر العديد من أعماله، وأقيمت العديد من الندوات العربية والعالمية التي تناولت تجربته، كما ترجمت العديد من أعماله إلى الإنجليزية والفرنسية وغيرهما من اللغات.

## من أبرز مؤلفاته
- الضوء الأزرق[2]
- سأكون بين اللوز[3]
- الضفة الثالثة لنهر الأردن (رواية)[4]
- سقوط الجدار السابع: الصراع النفسي في الأدب
- مرايا سائلة[5]
- حجر الورد[6]

## اقتباسات للكاتب
- الدقة ليست الحقيقة، وأنا أقول: لا تطلبوا مني لا الدقة ولا تذكّر الزمن هنا. فالزمن لكل من يمتلك معرفة مرتبة عن متى حدث هذا الحدث أو ذاك. لا أدري. أعني عندما أتأمل ذاكرتي بأن الأشياء تحدث بعد بعضها في تسلسل زمني ما، ولكن هذا التسلسل ملف محفوظ في الذاكرة. لكن القلب له ترتيب آخر. فالقلب يرتب أثاثه حسب مدى أهمية أي حدث بالنسبة إليه، ضاربًا بعرض الحائط كلَّ نظام الزمن السائد، أو الذي يجب أن يسود. والدقة في نقل تجربتي لا تؤدي إلا إلى البلاهات. مثل من يريد أن ينقل وبدقة كيف يتموَّج البحر المتلاطم تحت القمر.
- ما أريد قوله هو أن سببًا من أسباب هذه الحرب الدامية كان الكلمات. كل طائفة لها اسم أو لقب، وكل طائفة تكره أي لقب أطلقته هي على غيرها، أو أطلقته طوائف أخرى عليها. ولكل طائفة كلماتها وطريقة لفظها للكلمات. اللغة سحر أسود.
- أنا إنسان بسيط جدًّا، يُساءُ دائمًا فهمه، ولهذا كنت دائمًا على الهامش: هامش الحياة والكلام.

## وصلات خارجية
- حسين البرغوثي على موقع أرشيف الشارخ.